# Vista West
Vista West è un census-designated place degli Stati Uniti d'America, situato nella Contea di Natrona nello stato del Wyoming. Nel censimento del 2000 la popolazione era di 1.008 abitanti. Appartiene all'area metropolitana di Casper.

## Geografia fisica
Secondo i rilevamenti dell'United States Census Bureau, la località di Vista West si estende su una superficie di 12,6 km², tutti occupati da terre.

## Popolazione
Secondo il censimento del 2000, a Vista West vivevano 1.008 persone, ed erano presenti 306 gruppi familiari. La densità di popolazione era di 79,7 ab./km². Nel territorio comunale si trovavano 376 unità edificate. Per quanto riguarda la composizione etnica degli abitanti, il 96,63% era bianco, lo 0,40% era nativo, lo 0,60% apparteneva ad altre razze e il 2,38% a due o più. La popolazione di ogni razza ispanica corrispondeva allo 0,79% degli abitanti.
Per quanto riguarda la suddivisione della popolazione in fasce d'età, il 27,1% era al di sotto dei 18, il 6,3% fra i 18 e i 24, il 26,5% fra i 25 e i 44, il 32,6% fra i 45 e i 64, mentre infine il 7,5% era al di sopra dei 65 anni di età. L'età media della popolazione era di 41 anni. Per ogni 100 donne residenti vivevano 107,4 uomini.